# Salix heterochroma
Salix heterochroma — вид квіткових рослин із родини вербових (Salicaceae).

## Морфологічна характеристика
Це дерево чи кущ до 10 метрів заввишки. Гілочки тьмяно-пурпурно-червоні або жовтувато-коричневі, спочатку запушені, потім ± голі. Листкова ніжка 5–15 мм; листкова пластинка від еліптичної до ланцетної або яйцеподібно-ланцетної, 4.5–10 × 1.5–2.7 cм, абаксіально (низ) мало шовковиста, адаксіально тьмяно-зелена, край цільний або віддалено зубчастий, верхівка загострена чи загострена. Чоловічі сережки 3–5.5 см, майже сидячі. Чоловіча квітка: тичинок 2; пиляки жовті, яйцювато-довгасті. Жіноча сережка циліндрична, до 6–10 см у плоді. Коробочка яйцювато-довгаста, ≈ 5 мм, сіро запушена, верхівка загострена.

## Середовище проживання
Ганьсу, Хубей, Хунань, Шеньсі, Сичуань, Юньнань. Населяє схили гір, узлісся, долини; на висотах 1400–2100 метрів.